# Trischa Zorn
Trischa Zorn (Orange, 1º giugno 1964) è una nuotatrice statunitense, atleta disabile, non vedente dalla nascita, vincitrice di 55 medaglie ai Giochi paralimpici e pertanto risulta l'atleta più titolata (per entrambi i sessi) dei Giochi paralimpici.

## Biografia
Trischa Zorn ha studiato presso la Nebraska University e, dal 2001, è insegnante alla Indianapolis Public Schools . Alla Nebraska University è stata per ben quattro volte All American ed è stata candidata Woman of the year (in senso assoluto, non come donna disabile), dalla rivista Sports Illustrated .

## Carriera
Ha partecipato a sette edizioni dei Giochi paralimpici estivi (dal 1980 al 2004) ottenendo ben 41 titoli paralimpici.

## Palmarès
| #      | Edizione                  | |                                                   |                                | Totale                     |
| ------ | ------------------------- | --- | ------------------------------------------------- | ------------------------------ | -------------------------- |
| 1      | Arnhem 1980 Paesi Bassi   | 100 m SL 100 m farfalla 100 m dorso 200 m misti 400 m misti 4x100 m SL 4x100 m misti                                                  | 0                                                 | 0                              | 7 Oro                      |
| 2      | New York 1984 Stati Uniti | 100 m SL 100 m farfalla 100 m dorso 200 m misti 400 m misti 4x100 m SL 4x100 m misti ?                                                | 0                                                 | 0                              | 10 Oro                     |
| 3      | Seul 1988 Corea del Sud   | 50 m rana 50 m SL 100 m SL 100 m farfalla 100 m dorso 100 m rana 200 m rana 200 m misti 400 m misti 400 m SL 4x100 m SL 4x100 m misti | 0                                                 | 0                              | 12 Oro                     |
| 4      | Barcellona 1992 Spagna    | 50 m SL 100 m SL 100 m rana 100 m dorso 200 m rana 200 m dorso 200 m misti 400 m misti 4x100 m SL 4x100 m misti                       | 100 m farfalla 400 m SL                           | 0                              | 2 Oro, 2 Argento           |
| 5      | Atlanta 1996 Stati Uniti  | 100 m dorso 200 m misti | 50 m SL 400 m SL 400 m misti                      | 100 m rana 100 m SL 4x100 m SL | 5 Oro, 3 Argento, 3 Bronzo |
| 6      | Sydney 2000 Australia     | 0 | 100 m dorso 100 m rana 100 m farfalla 200 m misti | 50 m rana                      | 4 Argento, 1 Bronzo        |
| 7      | Atene 2004 Grecia         | 0 | 0                                                 | 100 m dorso                    | 1 Bronzo                   |
| Totale | Totale                    | 41 | 9                                                 | 5                              | 55                         |